# Игрок (фильм, 1938, Германия)
«Игрок» (нем. Der Spieler) — немецкий фильм 1938 года режиссёра Герхарда Лампрехта по одноимённом роману Ф. М. Достоевского.

## Сюжет
Отставной генерал Кирилов впал в зависимость от игр и, кроме того, имеет дорогостоящую любовницу. Он подписывает вексель жадному до денег ростовщику Винсенту, за который он должен платить огромные проценты. Винсент надеется добраться до дочери Кирилова Нины, которая когда-нибудь унаследует состояние своей бабушки. Нина пытается помочь отцу и сама садится за игровой стол, но проигрывает. Она просит Алексея, секретаря её отца, сыграть для неё. Алексей влюблен в Нину и сделал бы для неё все, что угодно. Он играет, сначала проигрывает, и предлагает Нине устранить Винсента. Затем он снова играет, выигрывает крупную сумму, становится властным и обращается с Ниной как с девкой. Она бежит к доктору Тронке, чьи авансы она до сих пор отвергала. Теперь она остается с Тронькой, и Алексей полностью впадает в игровую зависимость.

Несмотря на тесную привязанность к повествованию Достоевского и художественную тщательность, режиссёр стремился создать слишком четкую драму без атмосферы и без психологической глубины.— Лексикон международного кино

## В ролях
- Лида Баарова — Нина
- Ойген Клёпфер — генерал Кирилов, её отец
- Хильде Кёрбер — графиня Бланше дю Пласе
- Ханнес Штельцер — Алексей Никитин, секретарь Кирилова
- Альбрехт Шёнхальс — доктор Тронка, врач
- Гедвига Бляйбтрой — бабушка Нины
- Карл Мартель — барон Винсент
- Эльза Вагнер — Марфа, няня
- Эллен Банг — выигравшая за игровым столом
- Пауль Бильдт — мужчина за игровым столом

## О фильме
Фильм был в прокате лишь три дня — хотя он получил от комитета киноцензуры предикат «ценный в художественном отношении», но был быстро изъят из проката из-за скандала вокруг романа актрисы Лиды Бааровой с Йозефом Геббельсом, что вызвало гнев Гитлера, а Лида Баарова была выслана из Германии.

Фильм был повторно выпущен в прокат ФРГ в 1950 году под названием «Roman eines Schwindlers» («Роман игрока»).